# 境川 (岐阜県)

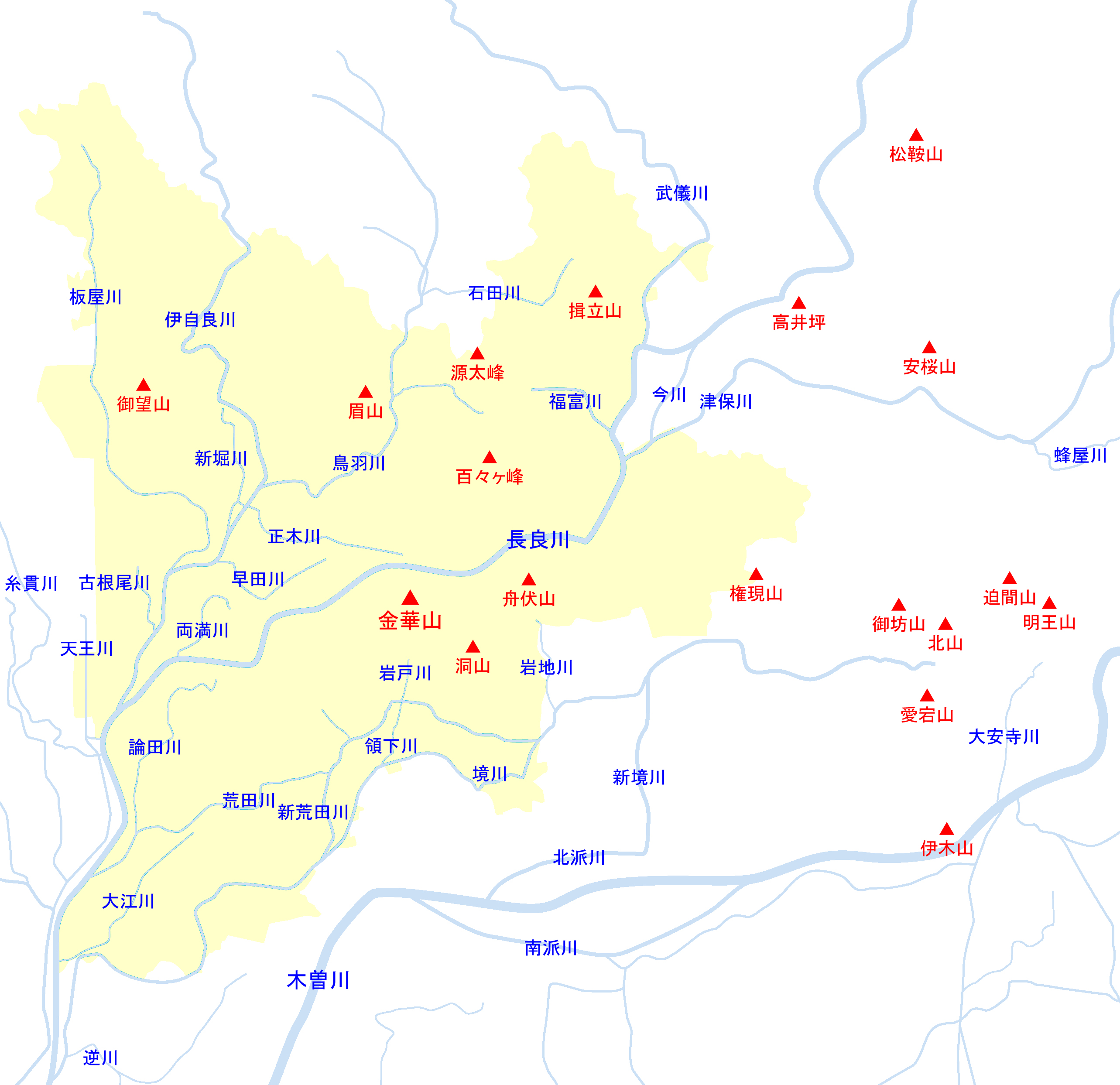
岐阜市周辺主要河川の位置関係図

境川（さかいがわ）は、木曽川水系の一級河川。岐阜県各務原市・岐阜市・羽島郡岐南町・羽島郡笠松町・羽島市を流れる。長良川・揖斐川を経て伊勢湾に至る木曽川の3次支川。

## 概要
岐阜県各務原市那加東野町付近で新境川から分岐し、岐阜市、羽島郡岐南町、笠松町を経て羽島市福寿町本郷付近で長良川へと合流する。分岐点下流側の新境川は後述する「境川放水路」に相当し、上流側の新境川は境川放水路開削以前の境川本流であった。現在では新境川を「各務原市鵜沼北島付近を源流とする木曽川（北派川）の支流」とし、境川は「新境川から分岐する長良川の支流」として位置づけられている。
岐阜市高田付近で新荒田川に一部が分岐するが、新荒田川から分岐した領下川は岐阜市上川手付近で境川に合流し、新荒田川本体も羽島郡笠松町付近で境川に再合流する。

## 歴史

### 古木曽川
古代の木曽川本流は、現在の境川・荒田川の流路を通り西へ流れ長良川へ合流した（現在の本流河道よりも北方）。
その後、木曽川本流は南へ移動し、荒田川を流れなくなり、現在の境川下流部の河道を通り長良川へ合流した。流路移動が原因となり、866年に美濃国と尾張国との間で広野川事件が起きた。
この古木曽川が美濃国と尾張国との新たな国境(くにざかい)となり、現在の「境川」の名称もこれに由来する。境川左岸の堤防は鎌倉時代以前の構築と考えられ、美濃路はこの堤防を利用していた。
1586年（天正14年）の大洪水の後、木曽川本流は南へ移動し、おおよそ現在の河道に落ち着き、境川を流れなくなった。木曽川と境川に挟まれた地域には桑原輪中などが形成された。
本流が新たな木曽川に移り境川の水量は大幅に減少したため、全国統一の途上にあった豊臣秀吉によって国境は新たな木曽川へ変更され、新たな木曽川と境川の間の地域は美濃国に編入された。

### 新境川の誕生
1921年（大正10年）に木曽川上流改修工事が始まると、境川・荒田川の抜本的な排水改善が議論されるようになる。岐阜県は1925年（大正14年）から国との折衝を重ね、1928年（昭和3年）から木曽川・長良川への用排水改良事業に着手する。
この事業で真っ先に検討されたのは境川上流部の排水改善であり、上流部の排水をなるべく早く木曽川へと放流することで境川の水量を減少させることが考えられた。そのために当時の蘇原村大島付近から那加村を経由して中屋村までの約5キロメートル(現在はいずれも各務原市)を開削して、北派川へと流す「境川放水路」が整備された。工事は1928年（昭和3年）から始まり、1930年（昭和5年）に完成した。
境川放水路の整備によって境川の水量が調整されると、続いて荒田川の改修が進められた。荒田川の改修では水源の一部を境川へと導く「荒田川上部放水路」（岩地川）と、荒田川の水を一部境川へと流す「荒田川中部放水路」（新荒田川下流部）が整備された。

## 主な支流
一級河川のみ、下流側から順に記載。
- 新荒田川
  - 岩戸川
- 岩地川

## 主な橋
- 境川橋（岐阜県道153号羽島茶屋新田線）
- 小熊高桑大橋（岐阜県道157号鶉羽島線）
- 東境川橋
- 柳津大橋
- 新境川橋（岐阜県道154号笠松墨俣線）
- 鶉大橋（岐阜県道1号岐阜南濃線）
- 茜部大橋（岐阜県道151号岐阜羽島線）
- 八幡橋（岐阜県道164号鶉笠松線）
- 八幡大橋（岐阜県道183号正木岐阜線）
- 境川橋（岐阜県道14号岐阜稲沢線）
- 厚南大橋（岐阜県道175号岐阜岐南線）
- 岩地橋（国道21号岐大バイパス）
- 新境川橋（岐阜県道77号岐阜環状線）
- 岩地橋（国道156号岐阜東バイパス）
- 高田橋（岐阜県道181号岐阜那加線）
- 境川橋（東海北陸自動車道）
- 岩地橋（岐阜県道152号岐阜各務原線）

## イベント
- 境川ふれあい夏祭り